# Leanderfallet
Leanderfallet var ett rättsfall där Torsten Leander (f. 20 februari 1951) blev avskedad från sitt arbete på grund av att han fanns med i Säpos register, men där skälen till att han fanns med var tveksamma och han inte getts rätt att granska akterna om sig själv.

## Leanderfallet
Torsten Leander avskedades 1979 från sitt arbete som snickare på Marinmuseum i Karlskrona med omedelbar verkan efter att säkerhetskontrollen avslöjat att han fanns i Säpos register. Det som fanns om honom var att han sålt Vietnambulletinen vid något tillfälle på sextiotalet, att han 1973 lämnat in en ansökan om medlemskap i KFML, samt att han vid ett tillfälle 1978 stod parkerad utanför Djäkneparkskolan i Norrköping samtidigt som Folket i Bild/Kulturfront hade årsmöte där. Uppgifterna kom genom spaning, infiltration och information från privatpersoner. Arton år senare fick Leander upprättelse och ett skadestånd.
Med anledning av Leanderfallet, som det kom att kallas, skickade Eva Zetterberg (v) en fråga till justitieminister Laila Freivalds (s) om "vad regeringen avser vidta för åtgärder för att de personer som så önskar skall kunna ta del av sin eventuella personakt hos Säpo."

## Andra Leanderfall
Flera andra liknande fall har i media kallats för "Leanderfall".
Dennis Töllborg arbetade med Leanderfallet samt en rad andra fall, parallellt med uppbyggandet av den rättsvetenskapliga institutionen vid Göteborgs universitet och arbetet med den avhandling om personalkontroll som senare föranledde närmare 20 olika offentliga utredningar. Senare, sedan Töllborg lyckats tvinga fram Leanderakten, och det visade sig att bakgrunden till att regeringen, med fyra röster mot tre, vann i Europadomstolen 1987 var att man kommit med direkt felaktiga uppgifter (bland annat om Leander och omfattningen av det svenska personalkontrollsystemet), fick staten be om ursäkt och tillerkände Leander 400 000 kronor i skattefritt skadestånd samt en offentlig ursäkt. Fallet utlöste inte bara en rad ytterligare utredningar, utan var också den utlösande faktorn för fråga om ersättning inte bara till de som blivit felaktigt registrerade av säkerhetspolisen utan också ersättning till tvångsomhändertagna barn och vid andra övergrepp av staten. Genom Leanderfallet, och det senare Segerstedt-Wiberg et al, som också drevs av professor Töllborg, och där Sverige fälldes på hela fyra artiklar och av en enig domstol, kom en ny öppenhet för registrerade av underrättelsetjänster att omfatta alla medborgare i samtliga länder som är medlemmar i Europarådet.